# Cătunu (Drajna), Prahova
Cătunu este un sat în comuna Drajna din județul Prahova, Muntenia, România.
Satul Cătunu a fost începând cu 1864 reședința unei comune din care mai făcea parte și satul Poiana Mierlei. Comuna avea 932 de locuitori dar depindea în ce privește școala și bisericile de comuna vecină Ogretin. La începutul secolului al XX-lea, ea a fost inclusă în comuna Ogretin, care în 1968 a fost comasată cu comunele Drajna de Jos și Drajna de Sus, formând comuna Drajna.